# Micromyrtus barbata
Micromyrtus barbata är en myrtenväxtart som beskrevs av John William Green. Micromyrtus barbata ingår i släktet Micromyrtus och familjen myrtenväxter. Inga underarter finns listade i Catalogue of Life.